# 許業笏
許業笏（1876年—1938年），字子晋，号止静，江西省彭澤縣人，晚清政治人物、進士出身。
光緒三十年，會試第266名；殿試登進士二甲114名，后改庶吉士，送日本法政大學學習。毕业后归国隐居故乡，潜心研究佛学经典。1938年侵华日军攻陷彭泽，他带全家避难于庐山黄龙寺，悲愤成疾，瞑坐而逝。著有《廿四史盛名篇》《观音感应颂》等。

## 脚注
1. ↑  江西省人物志编纂委员会 (编). . 2007: 343. ISBN 9787802382282.